# Boussac, Aveyron

Boussac este o comună în departamentul Aveyron din sudul Franței. În 1 ianuarie 2022 avea o populație de 605 de locuitori.